# محصول شکافت با عمر طولانی
محصول شکافت با عمر طولانی(به انگلیسی: Long-lived fission product) به دسته‌ای از محصولات حاصل از شکافت هسته‌ای گفته می‌شود که نیمه عمر طولانی (۲۰۰٬۰۰۰ سال) داشته باشند.